# برونا جينوفيز
برونا جينوفيز (بالإيطالية: Bruna Genovese)‏ هي منافسة ألعاب القوى إيطالية، ولدت في 24 سبتمبر 1976 في مونتيبيلونا في إيطاليا.

## وصلات خارجية
- برونا جينوفيز على موقع الاتحاد الدولي لألعاب القوى (الإنجليزية)
- برونا جينوفيز على موقع الاتحاد الإيطالي لألعاب القوى (الإيطالية)
- برونا جينوفيز على موقع رابطة إحصائيات سباق الطريق (الإنجليزية)
- برونا جينوفيز على موقع أوليمبيديا (الإنجليزية)